# 14e étape du Tour d'Espagne 2015
La 14e étape du Tour d'Espagne 2015 s'est déroulée le samedi 5 septembre 2015, entre Vitoria-Gasteiz et Alto Campoo (es), sur une distance de 215 km.

## Résultats

### Classement de l'étape
| Classement de l'étape | Classement de l'étape | Classement de l'étape | Classement de l'étape | Classement de l'étape |
|                       | Coureur               | Pays                  | Équipe                | Temps                 |
| --------------------- | --------------------- | --------------------- | --------------------- | --------------------- |
| 1er                   | Alessandro De Marchi  | Italie                | BMC Racing            | en 5 h 43 min 12 s    |
| 2e                    | Salvatore Puccio      | Italie                | Sky                   | + 21 s                |
| 3e                    | José Joaquín Rojas    | Espagne               | Movistar              | + 32 s                |
| 4e                    | Mikaël Cherel         | France                | AG2R La Mondiale      | + 38 s                |
| 5e                    | Carlos Quintero       | Colombie              | Colombia              | + 1 min               |
| 6e                    | Nairo Quintana        | Colombie              | Movistar              | + 3 min 32 s          |
| 7e                    | Joaquim Rodríguez     | Espagne               | Katusha               | + 3 min 38 s          |
| 8e                    | Esteban Chaves        | Colombie              | Orica-GreenEDGE       | + 3 min 39 s          |
| 9e                    | Fabio Aru             | Italie                | Astana                | + 3 min 39 s          |
| 10e                   | Rafał Majka           | Pologne               | Tinkoff-Saxo          | + 3 min 44 s          |
| modifier              |                       |                       |                       |                       |

### Classements à l'issue de l'étape

#### Classement général
| Classement général | Classement général | Classement général | Classement général | Classement général  |
|                    | Coureur            | Pays               | Équipe             | Temps               |
| ------------------ | ------------------ | ------------------ | ------------------ | ------------------- |
| 1er                | Fabio Aru          | Italie             | Astana             | en 57 h 20 min 10 s |
| 2e                 | Joaquim Rodríguez  | Espagne            | Katusha            | + 26 s              |
| 3e                 | Tom Dumoulin       | Pays-Bas           | Giant-Alpecin      | + 49 s              |
| 4e                 | Esteban Chaves     | Colombie           | Orica-GreenEDGE    | + 1 min 29 s        |
| 5e                 | Rafał Majka        | Pologne            | Tinkoff-Saxo       | + 1 min 33 s        |
| 6e                 | Mikel Nieve        | Espagne            | Sky                | + 2 min 10 s        |
| 7e                 | Alejandro Valverde | Espagne            | Movistar           | + 2 min 11 s        |
| 8e                 | Daniel Moreno      | Espagne            | Katusha            | + 2 min 13 s        |
| 9e                 | Nairo Quintana     | Colombie           | Movistar           | + 3 min             |
| 10e                | Romain Sicard      | France             | Europcar           | + 3 min 39 s        |
| modifier           |                    |                    |                    |                     |